# Bruno Heleno Pereira da Silva
Bruno Heleno Pereira da Silva, meglio noto solo come Bruno o Bruno Heleno (Pedro Leopoldo, 2 febbraio 1976), è un ex calciatore brasiliano, di ruolo difensore.
È padre di Bruninho, anch'egli calciatore.

## Palmarès

### Club

#### Competizioni internazionali
- Coppa CONMEBOL: 1

Atlético Mineiro: 1997

#### Competizioni statali
- Campionato Mineiro: 2

Atlético Mineiro: 1999, 2000

### Individuale
- Bola de Prata: 1

1999